# Районг (провинция)
Районг е една от 76-те провинции на Тайланд. Столицата ѝ е едноименния град Районг. Намира се в Източен Тайланд. Населението на провинцията е 522 133 жители (2000 г. – 45-а по население), а площта 3552 кв. км (57-а по площ). Намира се в часова зона UTC+7. Разделена е на 8 района, които са разделени на 58 общини и 388 села. Съседни провинции са (от запад по часовниковата стрелка) Чонбури и Чантабури. На юг граничи с Тайландският залив. 

## История
Районг е основан през 1570 г. по време на управлението на Маха Тамарача.
По време на Бирмано-сиамската война (1765–1767) през 1766 г., крал Таксин и около 500 войници пробиват бирманската армия в Районг, преди да отидат в Чантабури, за да възстановят независимостта си от бирманите.
През 1906 г. Районг е обединен с Монтон Чантабури. През 1908 г. областта Клаенг е обединена с Районг.
При управлението на крал Рама VI Районг променя името от "Районг Сити" на "Провинция Районг" през 1916 г., но все още е част от Монтон Чантабури. По-късно през 1931 г.  Монтон Чантабури е разпуснат и Районг е слят с Монтон Прачинбури.
През 1933 г., когато системата на управление е премахната, Районг става провинция Районг, каквато е и до момента.

## География
Въпреки че северната част на провинцията е хълмиста, тя се състои предимно от ниски крайбрежни равнини. Общата горска площ е 292 km 2 или 8 % от площта на провинцията.  Край бреговата линия на Район Муеанг Районг е национален парк Khao Laem Ya–Mu Ko Samet, състоящ се от няколко острова.